# New-York State Associated Press
La New-York State Associated Press est la plus ancienne des agences de presse américaines, née en 1846
 pour regrouper une quinzaine de petits quotidiens de l'État de New York, deux ans avant la création de la New York Associated Press, qui fédère de son côté six des principaux quotidiens de la ville de New York. Ses adhérents sont basés dans la partie ouest du Canal Érié, au moment où Buffalo connaît une croissance très rapide en raison de l'accélération du commerce des céréales vers l'Europe.

## Histoire

### Les débuts
La NYSAP a été fondée au printemps 1846, en réunissant les quotidiens de la partie ouest du Canal Érié, au moment où Buffalo puis Chicago deviennent des grands ports d'exportation des céréales, reliant les Grands Lacs à l'Europe, via le Canal Érié et New York, sur fond de graves pénuries alimentaires en France et Irlande, qui déclenchent l'abrogation des Corn Laws britanniques. Dès septembre 1845, dans un numéro tentant d'évaluer la production déficitaire de blé britannique, European Times, repris par l'American farmer, effectuait déjà un pronostic de hausse de prix, sous réserve que les importations britanniques de blé de la Baltique, quelques mois plus tard, ne la remettent pas en cause
L'histoire de la New-York State Associated Press démarre à Utica (New York), où Theodore S. Faxton et John J. Butterfield obtiennent le 30 mai 1845 l'autorisation de créer une ligne télégraphique entre quelques villes du Canal Erié. Une ligne télégraphique venant de New York arrive dans la ville le 3 février 1846, permettant la publication de nouvelles récentes dans l'"Utica Gazette". Dès le lendemain, quatre journaux plus à l'ouest, lui demandent de les partager par le train et le 7 mars, la "New-York State Associated Press" regroupe huit journaux sur les quinze situés à l'ouest de la route fluviale de Rochester et Syracuse, jusqu'à Buffalo. Lors d'une réunion en juin, ils embauchent pour 15 dollars par semaine George M. Snow, qui couvrait Wall Street pour le New York Tribune depuis cinq ans un journaliste du New York Tribune pour leur résumer l'actualité. L'association comptera 19 journaux membres en août 1848, deux ans après sa création et utilisera ensuite les services d'une agence spécialisée dans les infos commerciales: Abott et Winnan, créée par Francis Asbury Abott.

### Les points forts
La ligne télégraphique construite par Theodore S. Faxton et John J. Butterfield pour la NYSAP est de loin la plus longue des trois grandes et principales liaisons télégraphiques achevées au cours l'été 1846: elle fait 440 miles contre 216 miles pour la liaison entre New York et Boston (où le télégraphe arrive en juillet contre septembre pour Buffalo). Elle est aussi presque deux fois plus longue que les 235 miles pour celle de la liaison entre New York et Washington, ville qui avait bénéficié en 1843 du vote d'une importante subvention pour être reliée à Baltimore l'année suivante, la première liaison du pays.
La ligne télégraphique de la NYSAP est aussi l'une des plus fiables et plus rapides, parmi les premières déployées aux États-Unis, alors que la liaison entre New York et Washington, achevée au même moment (printemps 1846) fait l'objet de nombreuses plaintes de la part des utilisateurs, lorsqu'elle doit faire transiter les nouvelles de la guerre américano-mexicaine.

### Les points faibles
Un tiers des nouvelles reçues par la NYSAP à ses débuts concerne les marchés financiers ou de marchandises et les abonnés au télégraphe de Buffalo travaillent tous dans la presse ou surtout les céréales. Ils surveillent les cours et prix des différentes céréales, et la ligne télégraphique est rendue vulnérable aux manipulations de marché. Dès novembre 1846, l'un des journaux membres, l'Albany Argus, se plaint d'avoir reçu par le train de Boston un numéro de l'European Times d'Edward Wilmer comportant des cours des céréales européennes exagérés, différents de ceux reçus par le train précédent.

### Fusion avec l'AP en 1897
La NYSAP aura jusqu'aux années 1860son siège à Utica (New York) et obtiendra en 1867 la reconnaissance de sa voisine new-yorkaise, qui lui laisse son territoire d'origine. En 1869, l'oligopole du télégraphe lui fait les yeux doux, comme à sa voisine de Chicago, l'agence Western Associated Press: la Western Union de William Orton lui propose des tarifs et des priorités d'accès aux lignes très favorables, témoin de sa puissance locale. La NYSAP ne se fondra qu'en 1897 dans l'Associated Press.